# Watsu
A Watsu, Wat-Su (a Water és a Shiatsu szavak összevonásából) megszületése az amerikai Harold Dull nevéhez fűződik. Az eredetileg a Zen Shiatsu egyik ősatyjának, Maszunaga Sizutonak tanítványaként gyógyító terapeuta a 80-as évek elején fedezte fel terápiás munkájában a víz közvetítő és jótékony, gyógyító erejét, azt a különleges dimenziót, amely az ősi Shiatsu gyógyászat elemeivel ötvözve új, hatékony terápiává formálta a Watsu-t.
Ez a vízi terápia napjainkra az 1993-ban alakult WABA (Worldwide Aquatic Bodywork Association) tevékenysége során szinte az egész világon ismert, elfogadott és nagyon népszerű vízi terápiává vált.
A Watsu egyfajta teljes testi masszírozás, amit kellemesen meleg (kb. 35 °C) vízen fekve kap a páciens. A Watsu-adó kezelő folyamatosan tartja azt, aki kapja a kezelést és közben gyengéden ringatja és nyújtogatja az illető testét. Mivel a kezelés vízben zajlik, ezért a lebegő test felszabadul és olyan beavatkozások. mozdulatok is lehetővé válnak, amik elképzelhetetlenek a szárazföldön.

## Történeti áttekintés
Watsu-t Harold Dull terapeuta hozta létre a 80-as évek elején. Ekkor a Harbin School of Shiatsu and Massage igazgatója volt Kaliforniában. Folyamatosan fejlesztette a technikát, miközben beépítette a Zen Shiatsu egyes elemeit is a terápiába.

## A vízi testgyakorlat egyéb formái
A vízi testgyakorlatoknak három olyan formájuk van, amely kapcsolódik a Watsuhoz: vízitánc (Waterdance vagy Wasser Tanzen), gyógyító tánc (Healing Dance), és a Jahara-módszer (Jahara Technique).
A vízitáncot 1987-ben Arjana Brunschwiler és Aman Schroter hozta létre. A Vízitáncban a klienst teljesen lemerítik a víz felszíne alá.
A gyógyító táncot Alexander Georgeakopoulos hozta létre. Ez a vízitánc és a tradicionális Watsu technika ötvözete.
A Jahara-módszer a leggyengédebbként ismert forma, amely folyamatos támasztást és gyöngéd testmunkát alkalmaz.

## Szervezet
A Watsu és a fentebb leírt másik három módszer képviselő szerve a WABA (Worldwide Aquatic Bodywork Association).
A WABA (Nemzetközi Vízi Testmunka Szövetség) egy nem profitorientált szervezet, melynek célja a vízi testmunkák népszerűsítése.

## Külső hivatkozások
- WABA - The Worldwide Aquatic Bodywork Association
- magyarországi Watsu
- Aquatic Bodywork in Australia
- Watsu & Aquatic Bodywork Association of New Zealand
- Watsu & Aquatic Bodywork in Europe
- About WAT-SU in 16 languages
- watsu & tantsu Jerusalem, Israel